# Seferli, Akkuş
Seferli là một xã thuộc huyện Akkuş, tỉnh Ordu, Thổ Nhĩ Kỳ. Dân số thời điểm năm 2010 là 2.713 người.